# Liste von Schulen der Sekundarstufe I in Sachsen
Auflistung der Schulen der Sekundarstufe I (Gymnasium, Oberschule) in Sachsen.

## Landkreis Bautzen
| Name                                                                                         | Ort                  | Schülerzahl (2010/11) |
| -------------------------------------------------------------------------------------------- | -------------------- | --------------------- |
| Dr.-Salvador-Allende-Oberschule Bautzen                                                      | Bautzen              | 214                   |
| Gottlieb-Daimler-Oberschule Bautzen                                                          | Bautzen              | 282                   |
| Oberschule Gesundbrunnen                                                                     | Bautzen              | 196                   |
| Sorbische Oberschule Bautzen                                                                 | Bautzen              | 229                   |
| Philipp-Melanchthon-Gymnasium Bautzen                                                        | Bautzen              | 480                   |
| Schiller-Gymnasium Bautzen                                                                   | Bautzen              | 626                   |
| Sorbisches Gymnasium Bautzen                                                                 | Bautzen              | 281                   |
| Oberschule Kirchstraße Bischofswerda                                                         | Bischofswerda        | 367                   |
| Goethe-Gymnasium Bischofswerda                                                               | Bischofswerda        | 480                   |
| Oberschule Rödertal                                                                          | Großröhrsdorf        | 253                   |
| Wilhelm-von-Polenz-Oberschule Cunewalde                                                      | Cunewalde            | 319                   |
| Evangelische Oberschule Gaußig (Staatlich anerkannte Ersatzschule)                           | Doberschau-Gaußig    |                       |
| Oberschule Elstra                                                                            | Elstra               | 285                   |
| Freie Oberschule „Johann Heinrich Pestalozzi“ Großdubrau (Staatlich genehmigte Ersatzschule) | Großdubrau           |                       |
| Ferdinand-Sauerbruch-Gymnasium Großröhrsdorf                                                 | Großröhrsdorf        | 560                   |
| 1. Oberschule Hoyerswerda                                                                    | Hoyerswerda          | 200                   |
| 3. Oberschule Hoyerswerda „Am Planetarium“                                                   | Hoyerswerda          | 262                   |
| Christliche Schule Johanneum Hoyerswerda (Staatlich anerkannte Ersatzschule)                 | Hoyerswerda          |                       |
| Leon-Foucault-Gymnasium Hoyerswerda                                                          | Hoyerswerda          | 564                   |
| Lessing-Gymnasium Hoyerswerda                                                                | Hoyerswerda          | 487                   |
| 1. Oberschule Kamenz                                                                         | Kamenz               | 229                   |
| 2. Oberschule Kamenz                                                                         | Kamenz               | 219                   |
| Gotthold-Ephraim-Lessing-Gymnasium                                                           | Kamenz               | 623                   |
| Arthur-Kießling-Oberschule Königsbrück                                                       | Königsbrück          | 195                   |
| Oberschule Königswartha                                                                      | Königswartha         |                       |
| Oberschule Lauta                                                                             | Lauta                | 297                   |
| Oberschule Lohsa                                                                             | Lohsa                | 237                   |
| Oberschule Malschwitz                                                                        | Malschwitz           | 334                   |
| Oberschule Neukirch                                                                          | Neukirch/Lausitz     | 149                   |
| Evangelische Oberschule Oßling (Staatlich genehmigte Ersatzschule)                           | Oßling               |                       |
| Oberschule Ottendorf-Okrilla                                                                 | Ottendorf-Okrilla    | 230                   |
| Ernst-Rietschel-Oberschule Pulsnitz                                                          | Pulsnitz             | 429                   |
| Sorbische Oberschule „Michał Hórnik“ Räckelwitz                                              | Räckelwitz           | 97                    |
| Ludwig-Richter-Schule, Oberschule Radeberg                                                   | Radeberg             | 239                   |
| Oberschule J. H. Pestalozzi Radeberg                                                         | Radeberg             | 326                   |
| Humboldt-Gymnasium Radeberg                                                                  | Radeberg             | 628                   |
| Sorbische Oberschule „Dr. Maria Grollmuß“ Radibor                                            | Radibor              | 173                   |
| Sorbische Oberschule Ralbitz                                                                 | Ralbitz-Rosenthal    | 102                   |
| Freie Christliche Schule Schirgiswalde (Staatlich genehmigte Ersatzschule)                   | Schirgiswalde        |                       |
| Freie Schule Schwepnitz (Staatlich genehmigte Ersatzschule)                                  | Schwepnitz           |                       |
| Gerhart-Hauptmann-Schule Sohland                                                             | Sohland an der Spree | 264                   |
| Freie Oberschule Weißenberg (Staatlich genehmigte Ersatzschule)                              | Weißenberg           |                       |
| Goethe-Oberschule Wilthen                                                                    | Wilthen              | 253                   |
| Immanuel-Kant-Gymnasium Wilthen                                                              | Wilthen              | 394                   |
| Oberschule „Korla Awgust Kocor“ Wittichenau                                                  | Wittichenau          | 239                   |

## Erzgebirgskreis
| Name | Ort                   | Schülerzahl |
| --- | --------------------- | ----------- |
| Oberschule „Barbara Uthmann“                                                                                | Annaberg-Buchholz     |             |
| Oberschule „J. H. Pestalozzi“                                                                               | Annaberg-Buchholz     |             |
| Evangelisches Gymnasium Erzgebirge                                                                          | Annaberg-Buchholz     | ca. 800     |
| Landkreis-Gymnasium St. Annen                                                                               | Annaberg-Buchholz     |             |
| Oberschule „Albrecht Dürer“                                                                                 | Aue                   |             |
| Oberschule Aue-Zelle                                                                                        | Aue                   |             |
| Clemens-Winkler-Gymnasium                                                                                   | Aue                   |             |
| Oberschule Auerbach                                                                                         | Auerbach              |             |
| Oberschule Westerzgebirge (Staatlich genehmigte Ersatzschule)                                               | Bad Schlema           |             |
| Goetheschule Breitenbrunn-Oberschule                                                                        | Breitenbrunn/Erzgeb.  |             |
| Evangelische Oberschule Burkhardtsdorf                                                                      | Burkhardtsdorf        |             |
| Neue Oberschule Crottendorf                                                                                 | Crottendorf           |             |
| Oberschule des Friedens                                                                                     | Ehrenfriedersdorf     |             |
| Oberschule Eibenstock                                                                                       | Eibenstock            |             |
| Freie Oberschule Elterlein                                                                                  | Elterlein             |             |
| Freie Schule Erzgebirgsblick                                                                                | Gelenau/Erzgeb.       |             |
| Evangelische Oberschule „Erhard und Rudolf Mauersberger“                                                    | Großrückerswalde      |             |
| Oberschule Beierfeld                                                                                        | Grünhain-Beierfeld    |             |
| Oberschule Jöhstadt-Eliteschule des Sports                                                                  | Jöhstadt              |             |
| Oberschule Lauter                                                                                           | Lauter/Sa.            |             |
| Oberschule Lengefeld                                                                                        | Lengefeld             |             |
| Oberschule Altstadt                                                                                         | Lößnitz               |             |
| Oberschule am Steegenwald                                                                                   | Lugau                 |             |
| Oberschule „Heinrich von Trebra“                                                                            | Marienberg            |             |
| Gymnasium Marienberg                                                                                        | Marienberg            |             |
| Oberschule Neukirchen                                                                                       | Neukirchen/Erzgeb.    |             |
| Internationale Oberschule Niederwürschnitz (staatlich genehmigte Ersatzschule)                              | Niederwürschnitz      |             |
| Turley-Oberschule Oelsnitz                                                                                  | Oelsnitz/Erzgeb.      |             |
| Oberschule Olbernhau                                                                                        | Olbernhau             |             |
| Gymnasium Olbernhau                                                                                         | Olbernhau             |             |
| Jenaplanschule Markersbach-Grund- und Oberschule in freier Trägerschaft (Staatlich anerkannte Ersatzschule) | Raschau-Markersbach   |             |
| Christian-Lehmann-Oberschule                                                                                | Scheibenberg          |             |
| Evangelische Oberschule Schneeberg Staatlich genehmigte Ersatzschule                                        | Schneeberg            |             |
| Oberschule Bergstadt Schneeberg                                                                             | Schneeberg            |             |
| Johann-Gottfried-Herder-Gymnasium                                                                           | Schneeberg            |             |
| Oberschule „Geschwister Scholl“                                                                             | Schönheide            |             |
| Stadtschule Schwarzenberg – Oberschule                                                                      | Schwarzenberg/Erzgeb. |             |
| Bertolt-Brecht-Gymnasium                                                                                    | Schwarzenberg/Erzgeb. |             |
| Oberschule Sehmatal                                                                                         | Sehmatal              | ca. 400     |
| Carl-von-Bach-Gymnasium                                                                                     | Stollberg/Erzgeb.     |             |
| Altstadtschule Stollberg                                                                                    | Stollberg/Erzgeb.     |             |
| Oberschule Thalheim                                                                                         | Thalheim/Erzgeb.      |             |
| Humanistisches Greifenstein Gymnasium Thum (staatlich genehmigte Ersatzschule)                              | Thum                  |             |
| Gymnasium Zschopau                                                                                          | Zschopau              |             |
| Oberschule „August Bebel“                                                                                   | Zschopau              |             |
| Oberschule „Martin Andersen Nexö“                                                                           | Zschopau              |             |
| Oberschule Zschorlau                                                                                        | Zschorlau             | 316         |
| Oberschule „Katharina Peters“                                                                               | Zwönitz               |             |
| Matthes-Enderlein-Gymnasium                                                                                 | Zwönitz               |             |

## Landkreis Görlitz
| Name | Ort oder Ortsteil      | Schülerzahl |
| --- | ---------------------- | ----------- |
| Oberschule Bernstadt „Klaus Riedel“ | Bernstadt a. d. Eigen  |             |
| Freie Schule Boxberg/O.L. (Oberschule) – Staatlich genehmigte Ersatzschule                                                                 | Boxberg/O.L.           |             |
| Andert-Oberschule Ebersbach-Neugersdorf | Ebersbach-Neugersdorf  | 445         |
| Schkola Oberland-Freie Schule an der Haine (Gymnasium) – Staatlich genehmigte Ersatzschule                                                 | Ebersbach/Sa.          |             |
| Melanchthonschule Oberschule 3 | Görlitz                |             |
| Oberschule Innenstadt Görlitz | Görlitz                | ca. 90      |
| Oberschule Rauschwalde Görlitz | Görlitz                | ca. 300     |
| Scultetus-Oberschule | Görlitz                | ca. 250     |
| Augustum-Annen-Gymnasium Görlitz | Görlitz                | ca. 880     |
| Joliot-Curie-Gymnasium Görlitz | Görlitz                | ca. 450     |
| Pestalozzi-Oberschule Großschönau | Großschönau            |             |
| Evangelisches Zinzendorf-Gymnasium Herrnhut der Schulstiftung der Evangelischen Brüder-Unität Herrnhut (Staatlich anerkannte Ersatzschule) | Herrnhut               |             |
| Schkola Jonsdorf – freie Oberschule (Staatliche anerkannte Ersatzschule)                                                                   | Jonsdorf               |             |
| Oberschule Kodersdorf | Kodersdorf             |             |
| Oberschule „Geschwister Scholl“ Krauschwitz                                                                                                | Krauschwitz            |             |
| Geschwister-Scholl-Gymnasium Löbau | Löbau                  |             |
| Heinrich-Pestalozzi-Oberschule Löbau | Löbau                  |             |
| Comenius-Oberschule Mücka | Mücka                  |             |
| Pestalozzi-Oberschule Neusalza-Spremberg                                                                                                   | Neusalza-Spremberg     |             |
| 1. Oberschule Niesky | Niesky                 |             |
| Friedrich-Schleiermacher-Gymnasium Niesky                                                                                                  | Niesky                 |             |
| Pestalozzi-Oberschule Oderwitz | Oderwitz               |             |
| Oberschule Reichenbach | Reichenbach/O.L.       |             |
| Freie Oberschule Rietschen (Staatlich genehmigte Ersatzschule)                                                                             | Rietschen              |             |
| Oberschule „Moritz Zimmermann“ Rothenburg                                                                                                  | Rothenburg/Oberlausitz |             |
| Oberschule „Dr. Maria Grollmuß“ Schleife                                                                                                   | Schleife               |             |
| Oberschule Seifhennersdorf | Seifhennersdorf        |             |
| Oberland-Gymnasium Seifhennersdorf | Seifhennersdorf        |             |
| Bruno-Bürgel-Oberschule Weißwasser | Weißwasser/Oberlausitz |             |
| Landau-Gymnasium Weißwasser | Weißwasser             | ca. 750     |
| Christian-Weise-Gymnasium Zittau | Zittau                 | ca. 790     |
| Schlieben-Oberschule Zittau, UNESCO-Projekt-Schule                                                                                         | Zittau                 |             |
| Oberschule an der Weinau Zittau | Zittau                 | ca. 250     |
| Park-Oberschule Zittau | Zittau                 |             |

## Landkreis Leipzig
| Name                                                          | Ort              | Schülerzahl |
| ------------------------------------------------------------- | ---------------- | ----------- |
| Oberschule „Werner-Seelenbinder“ Bad Lausick                  | Bad Lausick      |             |
| Oberschule Böhlen bei Borna                                   | Böhlen           |             |
| Dinter-Oberschule Borna                                       | Borna            |             |
| Hans-Sachs-Schule – private Oberschule Borna                  | Borna            |             |
| Gymnasium „Am Breiten Teich“ Borna                            | Borna            |             |
| August-Bebel-Schule – Oberschule Borsdorf                     | Borsdorf         |             |
| Freies Gymnasium Borsdorf (Staatlich anerkannte Ersatzschule) | Borsdorf         | 188         |
| Oberschule Brandis                                            | Brandis          |             |
| Gymnasium Brandis                                             | Brandis          |             |
| Sophienschule Colditz, Oberschule                             | Colditz          |             |
| Oberschule Falkenhain                                         | Falkenhain       |             |
| Oberschule „Maxim Gorki“ Frohburg                             | Frohburg         |             |
| Conrad-Felixmüller-Gymnasium Geithain                         | Geithain         |             |
| Paul-Günther-Mittel- und Gemeinschaftsschule Geithain         | Geithain         |             |
| Gymnasium St. Augustin                                        | Grimma           | 1297        |
| Oberschule Grimma                                             | Grimma           |             |
| Oberschule im Evangelischen Schulzentrum Muldental            | Grimma           |             |
| Oberschule Groitzsch                                          | Groitzsch        |             |
| Wiprecht-Gymnasium Groitzsch                                  | Groitzsch        |             |
| Oberschule Kitzscher                                          | Kitzscher        |             |
| Rudolf-Hildebrand-Schule Markkleeberg                         | Markkleeberg     |             |
| Oberschule Markkleeberg                                       | Markkleeberg     |             |
| Oberschule Markranstädt                                       | Markranstädt     |             |
| Oberschule Naunhof                                            | Naunhof          |             |
| Oberschule „Frédéric Joliot-Curie“ Pegau                      | Pegau            |             |
| Oberschule Regis-Breitingen                                   | Regis-Breitingen |             |
| Oberschule Böhlen                                             | Thümmlitzwalde   |             |
| Oberschule Trebsen                                            | Trebsen/Mulde    |             |
| Pestalozzi-Oberschule Wurzen                                  | Wurzen           |             |
| Magnus-Gottfried-Lichtwer-Gymnasium Wurzen                    | Wurzen           |             |
| Freies Gymnasium Zwenkau (Staatlich genehmigte Ersatzschule)  | Zwenkau          |             |

## Landkreis Meißen
| Name                                                                                           | Ort                        | Schülerzahl |
| ---------------------------------------------------------------------------------------------- | -------------------------- | ----------- |
| Gymnasium Coswig                                                                               | Coswig                     |             |
| Leonhard-Frank-Oberschule                                                                      | Coswig                     |             |
| Oberschule Kötitz                                                                              | Coswig                     |             |
| Oberschule Ebersbach                                                                           | Ebersbach (bei Großenhain) |             |
| Oberschule „Siegfried Richter“ Gröditz                                                         | Gröditz                    |             |
| 1. Oberschule Großenhain „Am Kupferberg“                                                       | Großenhain                 |             |
| 2. Oberschule „Am Schacht“ Großenhain                                                          | Großenhain                 |             |
| Werner-von-Siemens-Gymnasium Großenhain                                                        | Großenhain                 | 837         |
| Oberschule Lommatzsch                                                                          | Lommatzsch                 |             |
| Gymnasium Franziskaneum Meißen                                                                 | Meißen                     | 830         |
| Sächsisches Landesgymnasium Sankt Afra                                                         | Meißen                     | 285         |
| 1. Oberschule Meißen-Triebischtalschule                                                        | Meißen                     |             |
| Ergänzungsschule der Berufsakademie Mittelsachsen GmbH (Staatlich angezeigte Ergänzungsschule) | Meißen                     |             |
| Freie Werkschule Meißen (Staatlich anerkannte Ersatzschule)                                    | Meißen                     |             |
| Pestalozzi-Oberschule Meißen                                                                   | Meißen                     |             |
| Kurfürst-Moritz-Schule Boxdorf                                                                 | Moritzburg                 |             |
| Gymnasium „Geschwister Scholl“ Nossen                                                          | Nossen                     |             |
| Dr.-Eberle-Schule Nossen Oberschule                                                            | Nossen                     |             |
| Oberschule Nünchritz                                                                           | Nünchritz                  |             |
| Gymnasium Luisenstift                                                                          | Radebeul                   |             |
| Lößnitzgymnasium                                                                               | Radebeul                   | 600         |
| Oberschule Kötzschenbroda                                                                      | Radebeul                   |             |
| Oberschule Radebeul-Mitte                                                                      | Radebeul                   |             |
| Oberschule Radeburg „Heinrich Zille“                                                           | Radeburg                   |             |
| Oberschule „Am Merzdorfer Park“ Riesa                                                          | Riesa                      |             |
| Oberschule „Am Sportzentrum“ Riesa                                                             | Riesa                      |             |
| Städtisches Gymnasium Riesa                                                                    | Riesa                      |             |
| Werner-Heisenberg-Gymnasium Riesa                                                              | Riesa                      | 460         |
| Oberschule Schönfeld                                                                           | Schönfeld                  |             |
| Oberschule „Anne Frank“ Stauchitz                                                              | Stauchitz                  |             |
| Oberschule Strehla                                                                             | Strehla                    | 296         |
| Oberschule Weinböhla                                                                           | Weinböhla                  | 513         |

## Landkreis Mittelsachsen
| Name                                                                       | Ort                    | Schülerzahl |
| -------------------------------------------------------------------------- | ---------------------- | ----------- |
| Oberschule Niederbobritzsch                                                | Bobritzsch-Hilbersdorf |             |
| Oberschule Brand-Erbisdorf                                                 | Brand-Erbisdorf        |             |
| Bernhard-von-Cotta-Gymnasium                                               | Brand-Erbisdorf        | 924 (22/23) |
| Diesterweg-Oberschule Burgstädt                                            | Burgstädt              |             |
| Gymnasium Burgstädt                                                        | Burgstädt              |             |
| Oberschule Claußnitz                                                       | Claußnitz              |             |
| Oberschule „Am Holländer“ Döbeln                                           | Döbeln                 |             |
| Freie Landschule der Generationen                                          | Döbeln                 |             |
| Gotthold-Ephraim-Lessing-Gymnasium Döbeln                                  | Döbeln                 | 800         |
| Heiner-Müller-Schule, Oberschule Eppendorf                                 | Eppendorf              |             |
| Oberschule Milkau                                                          | Erlau                  |             |
| Oberschule Flöha-Plaue                                                     | Flöha                  |             |
| Samuel-von-Pufendorf-Gymnasium                                             | Flöha                  |             |
| Martin-Luther-Gymnasium Frankenberg                                        | Frankenberg/Sa.        |             |
| Erich-Viehweg-Oberschule                                                   | Frankenberg/Sa.        |             |
| Oberschule „Clara Zetkin“                                                  | Freiberg               |             |
| Oberschule „Clemens Winkler“                                               | Freiberg               |             |
| Oberschule „Gottfried Pabst von Ohain“                                     | Freiberg               |             |
| Freie Gemeinschaftliche Schule „Maria Montessori“ Freiberg                 | Freiberg               | 215         |
| Geschwister-Scholl-Gymnasium mit den Häusern Albertinum und Dürer          | Freiberg               |             |
| Oberschule „Maxim Gorki“                                                   | Hainichen              |             |
| Oberschule Halsbrücke                                                      | Halsbrücke             |             |
| Pestalozzi-Oberschule Hartha                                               | Hartha                 |             |
| Martin-Luther-Gymnasium Hartha                                             | Hartha                 |             |
| Peter-Apian-Oberschule Leisnig                                             | Leisnig                | 250         |
| Oberschule Auerswalde                                                      | Lichtenau              |             |
| Evangelische Oberschule Lunzenau                                           | Lunzenau               |             |
| J.-G.-Fichte-Schule-Oberschule                                             | Mittweida              |             |
| Städtisches Gymnasium Mittweida                                            | Mittweida              |             |
| Oberschule Niederwiesa                                                     | Niederwiesa            |             |
| Gemeinschaftsschule Oederan Oberschule mit besonderem pädagogischen Profil | Oederan                |             |
| Oberschule Penig                                                           | Penig                  |             |
| Freies Gymnasium Penig                                                     | Penig                  |             |
| Oberschule Rechenberg-Bienenmühle                                          | Rechenberg-Bienenmühle |             |
| Johann-Mathesius-Gymnasium                                                 | Rochlitz               |             |
| Oberschule „An der Mulde“                                                  | Rochlitz               |             |
| Geschwister-Scholl-Oberschule Roßwein                                      | Roßwein                |             |
| Oberschule Sayda                                                           | Sayda                  |             |
| Oberschule Waldheim                                                        | Waldheim               |             |

## Landkreis Nordsachsen
| Name                                                                                    | Ort        | Schülerzahl   |
| --------------------------------------------------------------------------------------- | ---------- | ------------- |
| Oberschule Bad Düben                                                                    | Bad Düben  | 389 (09/10)   |
| Ganztags-Oberschule Beilrode                                                            | Beilrode   | 244 (09/10)   |
| Artur-Becker-Oberschule Delitzsch                                                       | Delitzsch  | 436 (09/10)   |
| Oberschule Delitzsch Nord                                                               | Delitzsch  | 243 (09/10)   |
| Christian-Gottfried-Ehrenberg-Gymnasium                                                 | Delitzsch  | 810 (2014/15) |
| Friedrich-Tschanter-Oberschule Eilenburg                                                | Eilenburg  | 425 (2009/10) |
| Martin-Rinckart-Gymnasium                                                               | Eilenburg  | 706 (09/10)   |
| Oberschule Krostitz                                                                     | Krostitz   | 201 (09/10)   |
| Oberschule Mockrehna                                                                    | Mockrehna  | 308 (09/10)   |
| Goetheschule Mügeln (Oberschule)                                                        | Mügeln     | 210 (09/10)   |
| Evangelische Werkschule Naundorf – Evangelische Bekenntnisschule                        | Naundorf   | 51 (09/10)    |
| Thomas-Mann-Gymnasium Oschatz                                                           | Oschatz    | 564 (09/10)   |
| Oberschule Oschatz                                                                      | Oschatz    | 440 (09/10)   |
| Lessing-Oberschule Schkeuditz                                                           | Schkeuditz | 279 (09/10)   |
| Gymnasium Schkeuditz                                                                    | Schkeuditz | 804 (09/10)   |
| Geschwister-Scholl-Gymnasium Taucha                                                     | Taucha     | 662 (09/10)   |
| Oberschule Taucha                                                                       | Taucha     | 369 (09/10)   |
| Johann-Walter-Gymnasium Torgau                                                          | Torgau     | 706 (09/10)   |
| Freie Aktive Schule „Siebenquellental“ – Oberschule (Staatlich genehmigte Ersatzschule) | Torgau     | 20 (09/10)    |
| Katharina-von-Bora-Oberschule Torgau                                                    | Torgau     | 262 (09/10)   |
| Oberschule Nordwest Torgau                                                              | Torgau     | 254 (09/10)   |
| Oberschule Wermsdorf                                                                    | Wermsdorf  | 206 (09/10)   |

## Landkreis Sächsische Schweiz-Osterzgebirge
| Name | Ort                         | Schülerzahl |
| --- | --------------------------- | ----------- |
| Oberschule Bad Gottleuba                                                                                     | Bad Gottleuba-Berggießhübel |             |
| Oberschule Bannewitz                                                                                         | Bannewitz                   |             |
| „Glückauf“-Gymnasium Dippoldiswalde/Altenberg                                                                | Dippoldiswalde              | ca. 1100    |
| Oberschule Dippoldiswalde                                                                                    | Dippoldiswalde              |             |
| Oberschule Dohna                                                                                             | Dohna                       |             |
| Weißeritzgymnasium                                                                                           | Freital                     | 891         |
| Oberschule Freital-Hainsberg                                                                                 | Freital                     |             |
| Oberschule Freital-Potschappel                                                                               | Freital                     |             |
| Waldblick-Oberschule Freital-Niederhäslich                                                                   | Freital                     |             |
| Oberschule Geising                                                                                           | Geising                     | 233         |
| Pestalozzi-Gymnasium Heidenau                                                                                | Heidenau                    | 550         |
| Goethe-Oberschule Heidenau                                                                                   | Heidenau                    |             |
| Oberschule Königstein                                                                                        | Königstein/Sachsen          |             |
| Oberschule Kreischa                                                                                          | Kreischa                    |             |
| Friedrich-Schiller Oberschule Neustadt/Sachsen                                                               | Neustadt in Sachsen         |             |
| Evangelische Grundschule Hohwald                                                                             | Neustadt in Sachsen         | 66          |
| Friedrich-Schiller-Gymnasium Pirna                                                                           | Pirna                       | 700         |
| Johann-Gottfried-Herder-Gymnasium (Pirna)                                                                    | Pirna                       | 800         |
| Evangelische Grund- und Oberschule Pirna – Evangelische Bekenntnisschule (Staatlich anerkannte Ersatzschule) | Pirna                       |             |
| Oberschule „Carl-Friedrich-Gauß“                                                                             | Pirna                       |             |
| Oberschule „Johann Wolfgang von Goethe“                                                                      | Pirna                       |             |
| Pestalozzi-Oberschule                                                                                        | Pirna                       |             |
| Oberschule Klingenberg                                                                                       | Klingenberg                 |             |
| Freie Oberschule Rabenau-Schule in freier Trägerschaft der BGGS mbH (Staatlich genehmigte Ersatzschule)      | Rabenau                     |             |
| Oberschule Schmiedeberg                                                                                      | Schmiedeberg                |             |
| Goethe-Gymnasium Sebnitz                                                                                     | Sebnitz                     | 480         |
| Oberschule Am Knöchel Sebnitz                                                                                | Sebnitz                     |             |
| Ludwig-Renn-Oberschule Stolpen                                                                               | Stolpen                     |             |
| Evangelisches Gymnasium Tharandt                                                                             | Tharandt                    |             |
| Oberschule Wilsdruff                                                                                         | Wilsdruff                   |             |

## Vogtlandkreis
| Name                                                                                               | Ort                     | Schülerzahl |
| -------------------------------------------------------------------------------------------------- | ----------------------- | ----------- |
| Zentralschule Adorf-Oberschule                                                                     | Adorf/Vogtl.            |             |
| Oberschule „Geschwister Scholl“                                                                    | Auerbach/Vogtl.         |             |
| Seminar-Oberschule Auerbach                                                                        | Auerbach/Vogtl.         |             |
| Goethe-Gymnasium Auerbach                                                                          | Auerbach/Vogtl.         | 950         |
| Schulzentrum Bad Elster (Oberschule)                                                               | Bad Elster              |             |
| Wilhelm-Adolph-von-Trützschler-Oberschule Stadt Falkenstein                                        | Falkenstein/Vogtl.      |             |
| Wintersport-Campus Klingenthal                                                                     | Klingenthal             |             |
| Oberschule „G. E. Lessing“                                                                         | Lengenfeld              |             |
| Gymnasium Markneukirchen                                                                           | Markneukirchen          |             |
| Futurum Vogtland-Evangelisches Gymnasium Mylau-staatlich genehmigte Ersatzschule                   | Mylau                   |             |
| Oberschule „F. Mauersberger“                                                                       | Netzschkau              |             |
| Oberschule Neumark                                                                                 | Neumark                 |             |
| Oberschule Oelsnitz                                                                                | Oelsnitz/Vogtl.         |             |
| Julius-Mosen-Gymnasium                                                                             | Oelsnitz/Vogtl.         |             |
| Oberschule Pausa                                                                                   | Pausa-Mühltroff         |             |
| Dittesschule-Oberschule                                                                            | Plauen                  |             |
| Dr.-Chr.-Hufeland-Oberschule UNESCO-Projektschule                                                  | Plauen                  |             |
| Friedensschule (Oberschule)                                                                        | Plauen                  |             |
| Kemmlerschule (Oberschule)                                                                         | Plauen                  |             |
| Oberschule „Friedrich Rückert“                                                                     | Plauen                  |             |
| Adolph-Diesterweg-Gymnasium Plauen Allgemeinbildendes Gymnasium / Vogtland-Kolleg / Abendgymnasium | Plauen                  |             |
| Lessing-Gymnasium Plauen                                                                           | Plauen                  |             |
| Weinholdschule Oberschule                                                                          | Reichenbach im Vogtland |             |
| Goethe-Gymnasium Reichenbach                                                                       | Reichenbach im Vogtland |             |
| Johann-Heinrich-Pestalozzi-Gymnasium                                                               | Rodewisch               |             |
| Evangelische Oberschule Schöneck (Staatlich anerkannte Ersatzschule)                               | Schöneck/Vogtl.         |             |
| Marienschule Treuen-Oberschule                                                                     | Treuen                  |             |
| Oberschule Weischlitz                                                                              | Weischlitz              |             |

## Landkreis Zwickau
| Name | Ort                  | Schülerzahl |
| --- | -------------------- | ----------- |
| Käthe-Kollwitz-Oberschule                                                                                           | Crimmitschau         |             |
| Sahnschule Oberschule                                                                                               | Crimmitschau         |             |
| Julius-Motteler-Gymnasium Crimmitschau                                                                              | Crimmitschau         |             |
| Evangelische Oberschule Gersdorf                                                                                    | Gersdorf             |             |
| Lehngrundschule Oberschule                                                                                          | Glauchau             |             |
| Wehrdigtschule Oberschule                                                                                           | Glauchau             |             |
| G.-Agricola-Gymnasium                                                                                               | Glauchau             |             |
| Paul-Fleming-Schule Oberschule                                                                                      | Hartenstein          |             |
| Lessing-Gymnasium Hohenstein-Ernstthal                                                                              | Hohenstein-Ernstthal |             |
| Sachsenring-Oberschule Callenberg / Hohenstein-Ernstthal                                                            | Hohenstein-Ernstthal |             |
| Christoph-Graupner-Gymnasium Kirchberg                                                                              | Kirchberg            | 690         |
| Oberschule „Dr. Theodor Neubauer“                                                                                   | Kirchberg            |             |
| Gymnasium „Prof. Dr. Max Schneider“                                                                                 | Lichtenstein/Sa.     |             |
| Heinrich- von-Kleist-Schule Oberschule                                                                              | Lichtenstein/Sa.     |             |
| Oberschule Lichtentanne                                                                                             | Lichtentanne         |             |
| Gerhart-Hauptmann-Schule                                                                                            | Limbach-Oberfrohna   |             |
| Geschwister-Scholl-Oberschule                                                                                       | Limbach-Oberfrohna   |             |
| Pestalozzi-Schule                                                                                                   | Limbach-Oberfrohna   |             |
| Albert-Schweitzer-Gymnasium                                                                                         | Limbach-Oberfrohna   |             |
| Internationale Oberschule Meerane (staatlich genehmigte Ersatzschule)                                               | Meerane              |             |
| Tännichtschule Oberschule                                                                                           | Meerane              |             |
| Europäisches Gymnasium „Johann Heinrich Pestalozzi“                                                                 | Meerane              |             |
| Jakobus-Oberschule                                                                                                  | Mülsen               |             |
| Europäische Oberschule Neukirchen (Staatlich anerkannte Ersatzschule)                                               | Neukirchen/Pleiße    |             |
| Pestalozzi-Oberschule Oberlungwitz                                                                                  | Oberlungwitz         |             |
| Internationale Oberschule Reinsdorf (IMR)                                                                           | Reinsdorf            |             |
| Internationales Gymnasium Reinsdorf (staatlich genehmigte Ersatzschule)                                             | Reinsdorf            |             |
| Achatschule St. Egidien-Oberschule mit Berufsorientierung in freier Trägerschaft                                    | St. Egidien          |             |
| Europäisches Gymnasium Waldenburg                                                                                   | Waldenburg           |             |
| Europäische Oberschule Waldenburg (ehem. Franz-Mehring-Oberschule)                                                  | Waldenburg           |             |
| Alexander-von-Humboldt-Gymnasium                                                                                    | Werdau               |             |
| Diesterwegschule Oberschule Werdau                                                                                  | Werdau               |             |
| Oberschule Leubnitz                                                                                                 | Werdau               |             |
| Pestalozzi-Oberschule                                                                                               | Wilkau-Haßlau        |             |
| Gymnasium „Am Sandberg“                                                                                             | Wilkau-Haßlau        |             |
| Clara-Wieck-Gymnasium                                                                                               | Zwickau              |             |
| Käthe-Kollwitz-Gymnasium                                                                                            | Zwickau              |             |
| Peter-Breuer-Gymnasium                                                                                              | Zwickau              | 680         |
| Fucikschule (Oberschule)                                                                                            | Zwickau              |             |
| Humboldtschule (Oberschule)                                                                                         | Zwickau              |             |
| Juri-Gagarin-Schule-Oberschule                                                                                      | Zwickau              |             |
| KOMPAKT-Schule mit Zukunft Gemeinnützige Schulträgergesellschaft mbH (Staatlich genehmigte Ersatzschule) Oberschule | Zwickau              |             |
| Lessingschule (Oberschule)                                                                                          | Zwickau              |             |
| Pestalozzischule (Oberschule)                                                                                       | Zwickau              | 390         |

## Chemnitz
| Name                                                        | Ort      | Schülerzahl |
| ----------------------------------------------------------- | -------- | ----------- |
| Albert-Schweitzer-Oberschule                                | Chemnitz | 360         |
| Annenschule (Oberschule)                                    | Chemnitz |             |
| Chemnitzer Schulmodell/Albrecht-Dürer-Schule                | Chemnitz |             |
| Evangelisches Schulzentrum Chemnitz (Oberschule, Gymnasium) | Chemnitz | 433         |
| F.-A.-Wilhelm-Diesterweg-Oberschule                         | Chemnitz |             |
| Georg-Weerth-Oberschule                                     | Chemnitz |             |
| Josephinenschule (Oberschule)                               | Chemnitz |             |
| Oberschule „Am Flughafen“                                   | Chemnitz |             |
| Oberschule Altendorf                                        | Chemnitz |             |
| Oberschule Gablenz                                          | Chemnitz |             |
| Oberschule Reichenbrand                                     | Chemnitz |             |
| Oberschule Schönau/Siegmar                                  | Chemnitz |             |
| Montessori-Oberschule (Staatlich anerkannte Ersatzschule)   | Chemnitz |             |
| Sportoberschule Chemnitz                                    | Chemnitz |             |
| Untere Luisenschule (Oberschule)                            | Chemnitz |             |
| Waldorfschule Chemnitz                                      | Chemnitz |             |
| Dr.-Wilhelm-Andre-Gymnasium                                 | Chemnitz |             |
| Georgius-Agricola-Gymnasium Chemnitz                        | Chemnitz | 550         |
| Gymnasium Einsiedel (behindertenintegriert)                 | Chemnitz |             |
| Johannes-Kepler-Gymnasium Chemnitz                          | Chemnitz | 566         |
| Johann-Wolfgang-von-Goethe-Gymnasium Chemnitz               | Chemnitz |             |
| Karl-Schmidt-Rottluff-Gymnasium                             | Chemnitz |             |
| Sportgymnasium Chemnitz                                     | Chemnitz | 350         |
| Waldorfschule Chemnitz                                      | Chemnitz |             |

## Dresden
| Name | Ort     | Schülerzahl |
| --- | ------- | ----------- |
| 9. Oberschule Dresden | Dresden |             |
| 10. Oberschule Dresden „Sportoberschule“ | Dresden |             |
| 15. Oberschule Dresden | Dresden |             |
| 25. Oberschule Dresden | Dresden |             |
| 30. Oberschule Dresden „Am Hechtpark“ | Dresden |             |
| 32. Oberschule Dresden (seit 2018 am Schulcampus Tolkewitz, davor: „Sieben Schwaben“)                                                                                      | Dresden |             |
| 35. Oberschule Dresden | Dresden |             |
| 36. Oberschule Dresden | Dresden |             |
| 38. Oberschule Dresden | Dresden |             |
| 46. Oberschule Dresden | Dresden |             |
| 55. Oberschule Dresden | Dresden |             |
| 56. Oberschule Dresden | Dresden |             |
| 62. Oberschule Dresden | Dresden |             |
| 64. Oberschule Dresden | Dresden |             |
| 66. Oberschule Dresden | Dresden |             |
| 76. Oberschule Dresden | Dresden |             |
| 82. Oberschule Dresden „Am Flughafen“ | Dresden |             |
| 88. Oberschule Dresden | Dresden |             |
| 101. Oberschule Dresden | Dresden |             |
| 116. Oberschule Dresden | Dresden |             |
| 121. Oberschule Dresden „Johann Georg Palitzsch“ | Dresden |             |
| 128. Oberschule Dresden | Dresden |             |
| 138. Oberschule Dresden | Dresden |             |
| Christliche Schule Dresden (Oberschule) | Dresden |             |
| Freie Alternativschule Dresden (Grund- und Oberschule, staatlich genehmigte Ersatzschule)                                                                                  | Dresden | 140         |
| Freie Evangelische Schule Dresden (Oberschule, staatlich genehmigte Ersatzschule)                                                                                          | Dresden |             |
| Freie Montessorischule Huckepack-Oberschule (Staatlich anerkannte Ersatzschule), Grundschule (Staatlich anerkannte Ersatzschule) und Gymnasium, FR Wirtschaftswissenschaft | Dresden |             |
| Freie Waldorfschule Dresden (Staatlich genehmigte Ersatzschule) | Dresden |             |
| Oberschule und Gymnasium der HOGA Schloss Albrechtsberg gemeinnützige Schulgesellschaft mbH (Staatlich genehmigte Ersatzschule)                                            | Dresden |             |
| Oberschule Cossebaude | Dresden |             |
| Oberschule Dresden-Pieschen | Dresden |             |
| Oberschule Weißig | Dresden |             |
| Oberschule Weixdorf | Dresden |             |
| Palucca-Schule Dresden – Oberschule | Dresden |             |
| Bertolt-Brecht-Gymnasium Dresden | Dresden |             |
| Christliche Schule Dresden Gymnasium (Staatlich genehmigte Ersatzschule)                                                                                                   | Dresden |             |
| Dresden International School (Staatlich genehmigte Ersatzschule, Ergänzungsschule)                                                                                         | Dresden |             |
| Evangelisches Kreuzgymnasium Dresden (Staatlich anerkannte Ersatzschule)                                                                                                   | Dresden | 800         |
| Gymnasium Bürgerwiese | Dresden |             |
| Gymnasium der Laborschule Dresden – Schule im Quartier (staatliche genehmigte Ersatzschule)                                                                                | Dresden |             |
| Gymnasium Dreikönigschule Dresden | Dresden |             |
| Gymnasium Dresden-Bühlau | Dresden | 361         |
| Gymnasium Dresden-Cotta | Dresden | 966         |
| Gymnasium Dresden-Gorbitz | Dresden |             |
| Gymnasium Dresden-Klotzsche | Dresden | 783         |
| Gymnasium Dresden-Plauen | Dresden | 888         |
| Gymnasium Dresden-Tolkewitz | Dresden |             |
| Gymnasium Links-elbisch-Ost | Dresden |             |
| Hans-Erlwein-Gymnasium | Dresden | 702         |
| Julius-Ambrosius-Hülße-Gymnasium | Dresden |             |
| Marie-Curie-Gymnasium Dresden | Dresden |             |
| Martin-Andersen-Nexö-Gymnasium | Dresden | 400         |
| Pestalozzi-Gymnasium Dresden | Dresden | 675         |
| Romain-Rolland-Gymnasium Dresden | Dresden |             |
| Sächsisches Landesgymnasium für Musik Carl Maria von Weber | Dresden |             |
| Sportgymnasium Dresden | Dresden |             |
| St. Benno-Gymnasium (Staatlich anerkannte Ersatzschule) | Dresden | 800         |
| Vitzthum-Gymnasium Dresden | Dresden |             |
| Ehrenfried-Walther-von-Tschirnhaus-Gymnasium | Dresden |             |

## Leipzig
| Name | Ort     | Schülerzahl |
| --- | ------- | ----------- |
| 16. Schule – Oberschule der Stadt Leipzig | Leipzig |             |
| 20. Schule – Oberschule der Stadt Leipzig | Leipzig |             |
| 35. Schule – Oberschule der Stadt Leipzig | Leipzig |             |
| 55. Schule – Oberschule der Stadt Leipzig | Leipzig |             |
| 56. Schule – Oberschule der Stadt Leipzig | Leipzig |             |
| 68. Schule – Oberschule der Stadt Leipzig | Leipzig |             |
| 84. Schule – Oberschule der Stadt Leipzig | Leipzig |             |
| 94. Schule – Oberschule der Stadt Leipzig | Leipzig |             |
| 125. Schule – Oberschule der Stadt Leipzig | Leipzig |             |
| Apollonia-von-Wiedebach-Schule (Oberschule der Stadt Leipzig) | Leipzig |             |
| Bischöfliches Maria-Montessori-Schulzentrum Leipzig – Oberschule (Staatlich anerkannte Ersatzschule)                                                                    | Leipzig |             |
| Evangelisches Schulzentrum Leipzig – Oberschule (Staatlich genehmigte Ersatzschule)                                                                                     | Leipzig |             |
| Freie Oberschule Dr. P. Rahn & Partner Schulen in freier Trägerschaft gemeinnützige Schulgesellschaft mbH (staatlich anerkannte Ersatzschule)                           | Leipzig |             |
| Freie Schule Leipzig (Staatlich genehmigte Ersatzschule) | Leipzig |             |
| Freie Waldorfschule Leipzig (Staatlich genehmigte Ersatzschule) | Leipzig |             |
| Georg-Schumann-Schule (Oberschule der Stadt Leipzig) | Leipzig |             |
| Geschwister-Scholl-Schule Liebertwolkwitz (Oberschule der Stadt Leipzig)                                                                                                | Leipzig |             |
| Heinrich-Pestalozzi-Schule – Oberschule der Stadt Leipzig | Leipzig |             |
| Helmholtzschule – Oberschule der Stadt Leipzig | Leipzig |             |
| Leipzig International School – Vorschule bis Klasse 12 (Staatlich genehmigte Ersatzschule)                                                                              | Leipzig |             |
| Lene-Voigt-Schule – Oberschule der Stadt Leipzig | Leipzig |             |
| Nachbarschaftsschule – Grund- und Oberschule der Stadt Leipzig | Leipzig |             |
| Oberschule Gohlis (Staatlich genehmigte Ersatzschule) | Leipzig |             |
| Oberschule Mölkau – Oberschule der Stadt Leipzig | Leipzig |             |
| Paul-Robeson-Schule-Oberschule der Stadt Leipzig | Leipzig |             |
| Petrischule – Oberschule der Stadt Leipzig | Leipzig |             |
| Schule am Adler – Oberschule der Stadt Leipzig | Leipzig |             |
| Schule Paunsdorf – Oberschule der Stadt Leipzig | Leipzig |             |
| Schule Portitz – Oberschule der Stadt Leipz | Leipzig |             |
| Schule Wiederitzsch – Oberschule der Stadt Leipzig | Leipzig |             |
| Sportoberschule Leipzig | Leipzig |             |
| TÜV Rheinland Oberschule Leipzig (staatlich genehmigte Ersatzschule) | Leipzig |             |
| Anton-Philipp-Reclam-Schule | Leipzig | 650         |
| BIP-Kreativitätsgymnasium Leipzig | Leipzig |             |
| Bischöfliches Maria-Montessori-Schulzentrum Leipzig – Gymnasium | Leipzig |             |
| Evangelisches Schulzentrum Leipzig | Leipzig | 1200        |
| F.-A.-Brockhaus-Schule – Gymnasium der Stadt Leipzig | Leipzig | 900         |
| Freie Waldorfschule Leipzig (Staatlich genehmigte Ersatzschule) | Leipzig |             |
| Friedrich-Schiller-Schule – Gymnasium der Stadt Leipzig | Leipzig | 681         |
| Gustav-Hertz-Schule – Gymnasium der Stadt Leipzig | Leipzig |             |
| Gymnasium Engelsdorf | Leipzig | 665         |
| Humboldt-Gymnasium Leipzig | Leipzig | 1000        |
| Immanuel-Kant-Schule – Gymnasium der Stadt Leipzig | Leipzig |             |
| Johannes-Kepler-Schule – Gymnasium der Stadt Leipzig | Leipzig |             |
| Leibnizschule – Gymnasium der Stadt Leipzig | Leipzig |             |
| Max-Klinger-Schule | Leipzig |             |
| Musikalisch-Sportliches Gymnasium der Dr. Peter Rahn und Partner Schulen in freier Trägerschaft gemeinnützige Schulgesellschaft mbH (staatlich genehmigte Ersatzschule) | Leipzig |             |
| Neue Nikolaischule Leipzig | Leipzig | 675         |
| Robert-Schumann-Schule – Gymnasium der Stadt Leipzig | Leipzig |             |
| Sportgymnasium Leipzig | Leipzig |             |
| Thomasschule zu Leipzig | Leipzig | 670         |
| Werner-Heisenberg-Schule – Gymnasium der Stadt Leipzig | Leipzig |             |
| Wilhelm-Ostwald-Gymnasium | Leipzig | 495         |
| Schule Höltystraße | Leipzig |             |